# Bavayia cyclura
Bavayia cyclura es una especie de gecko del género Bavayia, perteneciente a la familia Diplodactylidae. Fue descrita científicamente por Albert Günther en 1872.

## Distribución
Se encuentra en Nueva Caledonia (Islas de la Lealtad).